# Pierre Sarrazin
Pour les articles homonymes, voir Pierre Sarrazin (comédien) et Sarrazin.
Pierre Sarrazin, né à Saint-Médard-de-Guizières (Gironde) le 8 avril 1854 et mort le 18 mai 1931 à Sarlat-la-Canéda (Dordogne), est un médecin et homme politique français.
Maire de Sarlat de 1889 à 1924 (34 ans et 9 mois), il est député de la première circonscription de Sarlat du 1896 à 1919.

## Famille et études
Pierre Sarrazin, né à Saint-Médard-de-Guizières, demeurait à Bordeaux avec ses parents. Son père Parfait Sarrazin (1825-1892) était négociant, marié à Marie-Marthe Besse (1831-1911). La famille Sarrazin quitte rapidement Bordeaux pour les environs de Sarlat où ils rejoignent les parents Besse, notables de la ville. Pierre est fils unique.
Il est, en outre, le cousin germain, de François-Marie Sarrazin, préfet en Gironde et maire de Libourne à partir de 1913.
Pierre quitte Sarlat pour Paris aux alentours de l'année 1873, il y étudie la médecine et revient à Sarlat en 1879, docteur et fervent Républicain. Il fut, à Paris, particulièrement influencé par Paul Broca.
Son entrée dans la vie politique locale coïncide avec ses débuts de médecin d'abord à Groléjac puis à Sarlat où il s'installe après son beau mariage en 1880 avec Clémence Issartier (1861-1895), fille d'une famille de négociants fortunés et honorablement connus.
En 1887, Clémence Sarrazin donne un fils à son mari, Jean-Jacques. Celui-ci décède cependant à l'âge de cinq ans en 1892. C'est la première épreuve que doit surmonter Pierre Sarrazin qui réussit alors tout ce qu'il entreprend. Le malheur ne s'arrête pas là, dans les trois années qui suivent, il perd tour à tour son père, son beau-père et surtout sa femme, emportée à l'âge de trente-sept ans par la fièvre typhoïde.
À quarante ans, celui qui est déjà maire de Sarlat, se retrouve seul avec sa mère et sa belle-mère pour élever ses deux filles, Yvonne (qui se fait appeler Marie) et Germaine, et pour faire fonctionner la maison de Tissus Issartier, une maison importante à l’époque.
Sa fille, Marie, épouse, au début des années 1900, Paul Boudy. Ce dernier fit une brillante carrière en tant qu'inspecteur général des eaux et forêts, au Maroc particulièrement, au côté du Maréchal Lyautey.
Après ces différents décès, Pierre Sarrazin abandonne la médecine et se consacre entièrement à la maison Issartier et à sa carrière politique.
Il meurt à Sarlat le 18 mai 1931.

## Carrière politique
Médecin, Pierre Sarrazin est très apprécié de ses patients, il se montre à l'écoute et comme sa fortune le lui permet, n'hésite pas, parfois, à ne pas faire payer ses consultations. Son premier mandat, il l'obtient à Groléjac, en 1880, comme conseiller municipal. En 1882, il devient conseiller municipal de Sarlat puis maire en 1889, il le restera jusqu'en 1924. Il est le maire de Sarlat durant 35 années. À partir de 1888, il est aussi conseiller d'arrondissement de Sarlat, puis conseiller général. Enfin, il entre à la chambre, le 28 juin 1896, en battant Raymond Gendre, il est député de la première circonscription de Sarlat. Il ne quitte la chambre qu'en 1919 soit 23 années de présence au palais Bourbon.
Cette carrière est un bel exemple de cumul de mandats, elle est particulièrement réussie bien qu'elle ne se termine par quelques échecs en 1912 et 1920 pour entrer au Sénat et en 1924 pour sa dernière participation aux élections législatives.
Au cours de cette longue carrière, le positionnement politique de Pierre Sarrazin a nettement évolué. Au côté des Républicains plutôt à gauche au début, il s'oriente vers les Radicaux ensuite tout en conservant une certaine distance avec la rue de Valois à l'aube de la grande guerre. Enfin, il termine sa carrière clairement au centre droit.
Les premières élections, Sarrazin les remporte facilement. Cela ne dure pas, il les remporte ensuite plus difficilement parfois même de justesse, en 1902 par exemple alors qu'il est en lutte avec un avocat parisien de talent, Hyppolite de Molène, bien que les deux hommes s'entendent bien et s'apprécient, il n'en reste pas moins que le combat est rude. Les détracteurs de Pierre Sarrazin lui reprochent surtout son inertie à la chambre des députés. Mais cela n'a que peu de prise sur l’électorat qui reste fidèle à celui qui dispose d'un ancrage et d'une implantation très solide dans sa ville et dans son département. Il est toutefois vrai que le docteur Sarrazin n'était pas particulièrement présent à l'assemblée.
Il dépose néanmoins quelques propositions de lois telle que celle du 11 juin 1900 permettant aux victimes d'un ouragan dans l'arrondissement de Sarlat de recueillir quelque 500 000 francs d'indemnisation.
Les véritables difficultés politiques de Sarrazin vont commencer avec l'arrivée d'un jeune journaliste originaire du Sarladais, Yvon Delbos, qui s'active pour se trouver une circonscription. En 1919, Sarrazin décide de céder sa place volontairement. Il échoue ensuite lors des élections sénatoriales de 1920 et des élections législatives de 1924.
En définitive, la carrière de Pierre Sarrazin est un exemple de réussite politique. Jusqu'à la fin, malgré les échecs, il conserve la sympathie profonde des Sarladais. Il aura été le témoin et l'acteur d'une bonne partie de la troisième République.

## Décorations
- Chevalier de la légion d'honneur ;
- Officier de l'instruction publique[réf. nécessaire].

## Sources bibliographiques
- « Pierre Sarrazin », dans le Dictionnaire des parlementaires français (1889-1940), sous la direction de Jean Jolly, PUF, 1960 [détail de l’édition]
- Sylvie Guillaume et Bernard Lachaise (Université Bordeaux-Montaigne. Centre aquitain de recherches en histoire contemporaine), Dictionnaire des parlementaires d'Aquitaine sous la Troisième République, Talence, Presses Universitaires de Bordeaux, 1998, br, couv. ill.; 624, 24 cm (ISBN 2-86781-231-3 et 9782867812316, OCLC 468077217, BNF 37035405, SUDOC 045199868, présentation en ligne, lire en ligne), p. 122 et 123